# Пауль Фреркс
Пауль Фреркс (нім. Paul Frerks; 25 червня 1908 — 2 серпня 1963, Гадерслев) — німецький офіцер-підводник, оберлейтенант-цур-зее резерву крігсмаріне.

## Біографія
7 вересня 1939 року вступив на флот. Служив на мінних тральщиках, потім перейшов у підводний флот. З 6 серпня по 1 вересня 1943 року — командир підводного човна U-66, з 17 листопада 1943 по 16 березня 1944 року — U-975. За дисциплінарне порушення був відсторонений від командування і понижений у званні, після чого в червні—липні 1944 року служив в 1-му навчальному дивізіоні підводних човнів. Зник безвісти.

## Звання
- Рекрут (7 вересня 1939)
- Боцмансмат резерву (1 лютого 1940)
- Боцман резерву (1 липня 1940)
- Лейтенант-цур-зее резерву (1 листопада 1940)
- Оберлейтенант-цур-зее резерву (1 січня 1943)
- Матрос 1-го класу резерву (1 липня 1944)

## Нагороди
- Нагрудний знак мінних тральщиків (25 грудня 1940)
- Залізний хрест
  - 2-го класу (14 квітня 1941)
  - 1-го класу (12 жовтня 1941)
- Нагрудний знак підводника (2 вересня 1943)